# Vinnie Paul Abbott
Vinnie Paul (født Vincent Paul Abbott den 11. marts 1964 i Dallas, Texas, USA, død 22. juni 2018) var en amerikansk heavy metal-trommeslager, der bedst er kendt for sit arbejde i Pantera.
Efter opløsningen af Pantera spillede Vinnie Paul trommer i det amerikanske band Hellyeah.